# モモンガ座

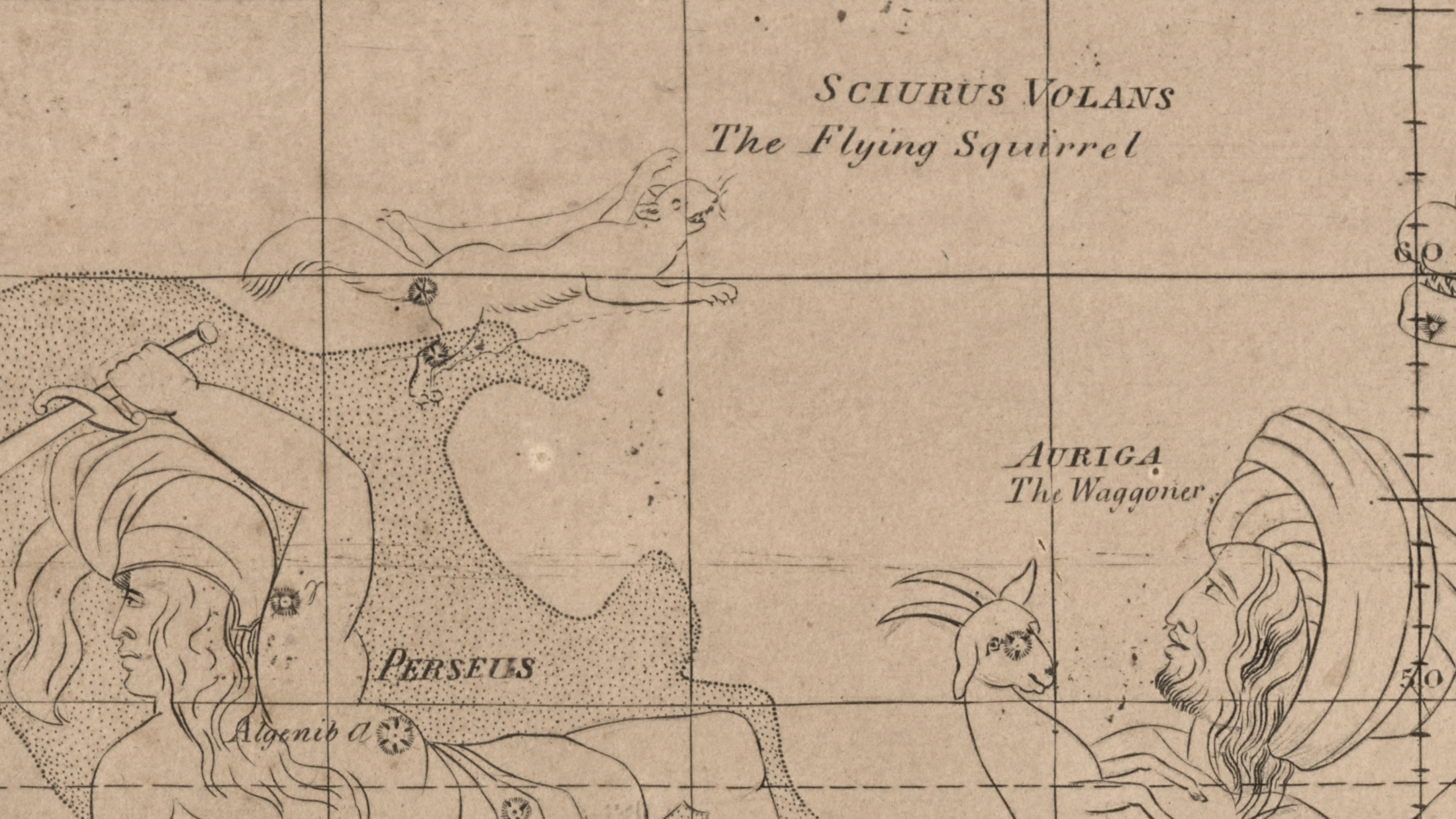
ペルセウス座の北側に描かれたモモンガ座 (Sciurus Volans) 。当時の星図と同じく、実際の夜空とは左右逆に描かれている。

モモンガ座 (Sciurus Volans) は、アメリカの学者ウィリアム・クロスウェル（William Croswell、1760年7月 - 1834年7月7日）が考案した、現在は使われていない星座の1つ。ペルセウス座の北、現在のきりん座の領域内の、カシオペヤ座との境界近くに作られた。
ウィリアム・クロスウェルが1810年に刊行した著書に添付した星図 A Mercator map of the starry heavens の中で描かれた。クロスウェルは星図の中で、モモンガの尻尾の付け根にHD 21291（きりん座CS星、4.22等）、後ろ脚の片方にHD 21389（きりん座CE星、4.54等）の2つの星のみをプロットしている。クロスウェルの後にこの星座を採り上げるものはおらず、現在は使われていない。
クロスウェルは、ボストン生まれの地図製作者、学者で、後にハーバード大学図書館 (Harvard Library) の蔵書カタログを作るために精力的に働いたが、彼の貢献が認められたのは死後の1840年になってからであった。
クロスウェルは、この A Mercator map of the starry heavens の中で、彼が創作したもう1つの星座で、コロンブスの胸像をモチーフとした「大理石の彫刻座 (Marmor Sculptile)」も描いている。この他、アンティノウス座、チャールズの樫の木座、ブランデンブルクの王笏座といった現在使われていない星座も描かれており、またおひつじ座の隣にはえ座が描かれている。